# وانچود
وانچود (به مجاری:  Váncsod) یک منطقهٔ مسکونی در مجارستان است که در ناحیه برتیواوی‌فالو واقع شده‌است. وانچود ۳۴٫۴۳ کیلومتر مربع مساحت و ۱٬۲۲۳ نفر جمعیت دارد.